# Ottosillabo
Ottosillabo (in francese octosyllabe) è un metro poetico francese che prevede la scrittura di un verso di otto sillabe. Insieme all'alessandrino (di dodici sillabe) e al Décasyllabe (di dieci) è uno dei metri più antichi e diffusi della poesia classica francese.
È stato utilizzato a pieno regime per opere letterarie in francese alto-medievale già dal secolo XI.

## Utilizzo
La maggior parte delle parole francesi, sia antico che moderno, così come provenzali, sono tronche (hanno l'accento sull'ultima sillaba). L'italiano, al contrario, ha una maggioranza di parole piane, cioè con l'accento sulla penultima. Questa differenza ha portato anche a un diverso conteggio delle sillabe nei metri poetici. A tutti gli effetti l'octosyllabe francese corrisponde al novenario italiano.
Sebbene le prime opere letterarie in francese alto-medievale siano scritte in Décasyllabe (Decasillabo francese, corrispondente al nostro endecasillabo, da non confondere con quello italiano), come la vie de Saint Alexis e la Chanson de Roland, per la stesura dei romanzi in versi fu preferito un verso più breve, che desse maggior ritmo alla lettura. Infatti le poesie e le Chanson de geste venivano cantate o cantilenate, ma non i romanzi, che venivano letti a pezzi dai menestrelli.
Per lo stesso motivo al Décasyllabe si accompagna - di solito - l'assonanza, che permette una più facile memorizzazione, mentre i romanzi in ottosillabi sono spesso rimati.
Alcune fra le opere più importanti della letteratura francese medievale sono composte in ottosillabi: i romanzi di Chrétien de Troyes che ci sono giunti (Erec e Enide, Cligès, Yvain il cavaliere del leone, Lancillotto o il cavaliere della carretta e Perceval o il racconto del Graal) e il Roman de la rose, poema allegorico di Guillaume de Lorris, concluso da Jean de Meung.

## Chanson de Geste
Sebbene le versioni giunte fino a noi delle Chanson de geste siano in lasse di Décasyllabe assonanzati, alcuni studiosi ipotizzano che la versione originale di queste canzoni fosse in octosyllabe, e che siano stati ricopiati - o rielaborati - in Décasyllabe. L'ipotesi parte dalla somiglianza stilistica fra le Chanson e i testi di Chrétien de Troyes. Il ritmo è simile, tanto da far pensare che il verso di dieci sillabe delle Chanson de geste (costituito generalmente da 4+6 o, come nel caso di Gerart de Roussillon, 6+4) potesse essere derivato da un ottosillabo, che ha struttura interna assai più variabile (dai più canonici 4+4 al 6+2).
Ad ogni modo, non avendo conservato alcun manoscritto in ottosillabi, la teoria non può essere confermata.

## Esempio
I seguenti versi sono tratti dal romanzo cortese di Chrétien de Troyes, Erec e Enide (vv. 5765-5776) dal manoscritto P (BNF, fr.794) scritto dal copista Guiot intorno al 1230. 
Del cor ne vos dirai je plus,
fors c'onques soner nel pot nus;
mes cil qui soner le porra,
et son pris et s'enor fera
devant toz ces de ma contree;
s'avrà tel enor ancontree
que tuit enorer le vandront
et au meillor d'ax le tandront.
Or n'i a plus de cest afere:
feites voz genz arriere trere,
car la Joie vanra par tans,
qui vos fera dolant, ce pans.»
Del corno io non vi dirò nulla,
se non che nessuno poté mai suonarlo;
Ma chi suonare lo potrà,
Metterà sia il suo valore sia il suo onore
Davanti a tutti quelli del mio paese;
Così avrà tale onore ricevuto
Che tutti lo vorranno onorare
E lo considereranno il migliore di loro.
Ma ora basta di queste cose:
Fate arretrare la vostra gente,
Perché tra poco verrà la Gioia,
Che vi farà soffrire, così penso»